# Hunding
Hunding là một đô thị ở huyện Deggendorf bang Bayern nước Đức. Đô thị Hunding có diện tích 14,67 km², dân số thời điểm ngày 31 tháng 12 năm 2006 là 1223 người.